# Vicente Enrique y Tarancón
Vicente Enrique y Tarancón (14. května 1907 Burriana – 28. listopadu 1994 Valencie) byl španělský římskokatolický kněz, arcibiskup Toleda a Madridu, kardinál.

## Život
Kněžské svěcení přijal 1. listopadu 1929. Působil jako duchovní v diecézi Tortosa. V listopadu 1945 byl jmenován biskupem diecéze Solsona, biskupské svěcení přijal 24. března 1946.
Účastnil se jednání Druhého vatikánského koncilu. V dubnu 1964 byl jmenován arcibiskupem arcidiecéze Oviedo, v lednu 1969 arcibiskupem toledským. Při konzistoři 28. dubna 1969 ho papež Pavel VI. jmenoval kardinálem. Od roku 1971 vykonával funkci arcibiskupa madridského, na odpočinek odešel po dovršení kanonického věku v dubnu 1983. Účastnil se obou konkláve v roce 1978.